# 烏戈爾尼基 (科洛梅亞區)
48°43′12″N 24°51′0″E / 48.72000°N 24.85000°E
烏戈爾尼基（烏克蘭語：Угорники），是烏克蘭的村落，位於該國西部伊萬諾-弗蘭科夫斯克州，由科洛梅亞區負責管轄，始建於1940年，面積11.05平方公里，2001年人口2,660，人口密度每平方公里240.7人。